# Пинга-Мария, Эмери
Эмери Пинга-Мария (фр. Aimery Pinga Maria; 6 января 1998) — швейцарский футболист, нападающий клуба «Ксамакс».

## Карьера
На профессиональном уровне дебютировал в составе фарм-клуба «Янг Бойза» 5 сентября 2015 года, выйдя на замену на 80-й минуте в матче четвёртой швейцарской лиги. 18 октября 2016 подписал контракт с клубом «Сьон», за который также начинал играть в фарм-клубе. В Высшей лиге Швейцарии дебютировал в матче против «Янг Бойза» 7 мая 2017 года, выйдя на замену на 61-й минуте вместо Муссы Конате.